# Дієтотерапія
Дієтотерапія (грец. δίαιτα — спосіб життя, режим харчування + грец. θεραπεία — терапія, лікування, оздоровлення, ліки), лікувальний метод, що полягає у терапії різних захворювань спеціальною дієтою — те ж, що і лікувальне харчування — використання харчування для лікування різноманітних захворювань.
В основу дієтотерапії покладена теорія збалансованого харчування. Вплив лікувального харчування визначається якісним і кількісним складом їжі (білки, жири, вуглеводи, вітаміни, мінеральні речовини, мікроелементи тощо), її калорійністю, фізичними властивостями (об'єм, температура, консистенція), режимом харчування (години прийому, розподіл їжі протягом дня, частота прийомів), лікувальними властивостями окремих продуктів.
Лікувальне харчування призначається у вигляді спеціальних дієт (лікувальних раціонів, столів за Певзнером) з урахуванням патогенезу захворювання, особливостей перебігу основного та супутнього захворювань у хворого. Дієтотерапія суворо узгоджується із загальним планом лікування. Іноді дієтотерапія є основним методом лікування, іноді служить обов'язковим лікувальним фоном, на якому застосовується вся інша, в тому числі і специфічна терапія. У деяких випадках за індивідуальними показаннями, крім основної дієти, застосовують добові режими — «розвантажувальні дні» — молочні, сирні, яблучні, кавунові, картопляні і тому подібні. Крім того, призначають так звані спеціальні дієти — калієва, магнієва та інші.

### Дієтотерапія при захворюваннях системи травлення
При захворюваннях системи травлення, коли порушене, розбалансоване, нерегулярне харчування є одним з головних причинних факторів, лікувальне харчування — основний метод лікувального впливу.

### Дієтотерапія при гепатиті і хронічних захворюваннях печінки
Дієтотерапія є постійно діючим і безпечним методом лікування хвороб печінки. Підбираючи певний склад раціону в залежності від потреб пацієнта та особливостей захворювання, і призначаючи продукти, які мають високу біологічну і лікувальну дію, можна досягти стабілізації процесу, попередити прогрес захворювання у значної частини хворих з такими захворюваннями, як стеатоз печінки, стеатогепатит, токсичний, вірусний гепатит, у початкових стадіях цирозу печінки.

### Дієтотерапія при серцево-судинній патології
При лікуванні хворих гіпертонічною хворобою та хронічною серцево-судинною недостатністю застосовують дієту, що містить в продуктах не більше 2—3 г кухонної солі, яка багата солями калію, магнію і вітамінами, що має в своєму складі фізіологічну норму білків, жирів і вуглеводів. На тлі цього раціону періодично на короткий час призначають магнієву дієту, розраховану на депресорну дію солей магнію.

### Дієтотерапія при атеросклерозі
При атеросклерозі обмежують вміст тваринного жиру, речовин, що містять холестерин, простих вуглеводів (глюкоза, фруктоза), кухонної солі, вітаміну D і екстрактивних речовин при великій кількості ліпотропних факторів (сир, вівсяна крупа, соя та інші), вітамінів С, В1, В6, Р, РР, клітинних оболонок (фрукти, овочі), ситостеринов, фосфатидів (рослинні олії), дарів моря. Така дієта нормалізує ліпідний обмін, стан судинної стінки, згортальну та протизгортальну системи крові, функції апарату кровообігу та інших систем.

### Дієтотерапія при хворобах нирок
Для лікування хворих дифузним гломерулонефритом в гострому періоді хвороби іноді призначають лікувальне голодування або короткий курс безнатрієвого харчування. В подальшому — гіпонатрієва дієта з вмістом білка в межах 30 г. При хронічному нефриті, особливо у фазі хронічної ниркової недостатності і азотемії, призначають дієти зі зменшеним вмістом білка, що включають 20 і 40 г білка. Для приготування страв використовують нові безбілкові продукти (безбілковий маїсовий крохмаль, саго з білкового крохмалю, амілопектиновий крохмаль набухає). Кухонна сіль у цих раціонах міститься тільки в продуктах.

### Дієтотерапія при алергії
При різних запальних процесах, що протікають з алергічними реакціями, запропоновані різні десенсибілізуючі дієти. При ревматизмі дієта містить обмежене до 250—300 г кількість вуглеводів, до 4—5 г кухонної солі і фізіологічну норму білка і жиру. У разі харчової алергії з раціону виключають речовини, які надають алергічний ефект.

### Дієтотерапія при цукровому діабеті
Дієтотерапія — один з найважливіших методів лікування осіб з цукровим діабетом, найбільш важливий компонент у досягненні стійкої компенсації вуглеводного обміну, а в доінсулінову еру — єдиний спосіб продовжити життя хворого ІЗЦД.

### Дієтотерапія при гострих інфекційних захворюваннях
При гострих інфекційних захворюваннях (грип, пневмонія, скарлатина) для збереження водно-сольового балансу та енергетичного рівноваги призначають калорійну їжу (молочні продукти, вуглеводи, які легко засвоюються тощо), рясне пиття і вітаміни (особливо С, Р, PP і А). При високій і тривалій гарячці добова кількість білка в дієті зменшують до 60—70 г. При хронічних інфекціях, гіповітамінозах, хронічних інтоксикаціях частку білка в раціоні збільшують (1,5—2 г на кг маси тіла).

### Дієтотерапія при онкологічних захворюваннях
Одним з підходів лікування злоякісних новоутворень є дієтотерапія Інституту Герзона (англ. Gerson Institute). Макс Герзон вважав, що справжньою причиною раку є загальне отруєння організму, зниження активності роботи печінки та імунної системи. Тому була запропонована відповідна методика лікування: необхідно нормалізувати функції організму і дозволити йому вилікувати самого себе.
Проте в цілому ефективність методу Герзона не доведено. American Cancer Society і National Cancer Institute не рекомендують застосування методу Герзона при лікуванні онкологічних захворювань, принаймні, у відриві від основного лікування. Також цей метод може бути потенційно небезпечним, особливо для вагітних або годуючих грудьми жінок.

### Дієтотерапія при варикозної хвороби
Дієтотерапія повинна бути невід'ємною частиною процесу лікування варикозного розширення вен. Дієтотерапія (раціон) при варикозі залежить від фізіологічної потреби організму в харчових речовинах, енергії, та ступеня функціональних розладів в тому числі порушень метаболічних процесів. Тобто, залежить від стадії захворювання, поширеності патологічного процесу і наявності ускладнень.